# 全富岛
全富岛，越方稱之為𧎜花島（越南语：／）位于南中国海西沙群岛的永乐群岛中的永乐环礁北面，珊瑚岛东北部4.5海里。全富岛处在礁盘的东北侧，为一牛轭形小沙洲，地势地平，北高南低，平均海拔1米左右。全富岛在中国清朝时期已經形成 ; 中華人民共和國政府在1974年進行的水下考古工作中，在礁盘上发现了一批清代瓷器，年代为嘉庆到道光年间，證明早在清代已有中國漁民在全富島活動。1983年中國官方公布名称为“全富岛”。中国渔民俗称“全富峙”、“全富”或“曲手”。全富岛现由中华人民共和国海南省三沙市西沙区管辖。归属三沙市永乐群岛管理委员会管辖。因条件恶劣无常住居民，但有邻近岛屿的渔民和军舰监视。岛上设有监控摄像头。